# Christiane Brinkmann
Christiane Brinkmann (* 8. Juli 1962 in Mettmann) ist eine ehemalige deutsche Leichtathletin, die – für die Bundesrepublik startend – Anfang der 1980er Jahre eine erfolgreiche 400-Meter-Läuferin war.
Am 30. Januar 1981 war sie in Dortmund an einem Weltrekord der Nationalstaffel der Bundesrepublik im 4-mal-400-Meter-Lauf beteiligt (3:34,38 min: Heidi-Elke Gaugel, Christina Sussiek, Christiane Brinkmann, Gaby Bußmann).
Bei den Europameisterschaften 1982 belegte sie mit der 4-mal-400-Meter-Staffel der Bundesrepublik Platz vier (3:25,71 min: Ute Finger, Heike Schmidt, Christiane Brinkmann, Gaby Bußmann).
Christiane Brinkmann begann ihre Läuferkarriere bei der Aachener TG und gehörte später dem Sportverein LG Bayer Leverkusen an. Bei einer Größe von 1,84 m hatte sie ein Wettkampfgewicht von 68 kg.